# 2004-es salakmotor-világbajnokság
A 2004-es salakmotor-világbajnokság a Speedway Grand Prix éra 10., összességében pedig a széria 59. szezonja volt. Az idény május 1-én kezdődött Svédországban a Stockholms Stadionban és Norvégiában végződött a Vikingskipet helyszínén október 2-án.
Jason Crump szerezte meg a bajnoki címet, Tony Rickardssonnal és Greg Hancockkal szemben. A címvédő Nicki Pedersen volt, aki az ötödik pozícióban fejezte be a szezont.

## Versenyzők
A szezon során összesen 22 állandó versenyző vett részt a versenyeken. A résztvevők a következőképpen tevődtek össze:
- A 2003-as szezon első tíz helyezettje automatikusan helyet kapott a mezőnyben.
- Az idény előtt megrendezett Grand Prix Challenge hat leggyorsabb versenyzője kvalifikálhatott a mezőnybe.
- Az utolsó hat hely sorsáról a bajnokság promótere, a Benfield Sports International döntött, amely a tavalyi szezon eredménye alapján választott.
- A mezőnyt továbbá szabadkártyás és helyettesítő résztvevők egészítették ki.

| #                        | Motorversenyző         | Továbbjutás        | Fordulók           |
| Állandó résztvevők       | Állandó résztvevők     | Állandó résztvevők | Állandó résztvevők |
| ------------------------ | ---------------------- | ------------------ | ------------------ |
| 1                        | Nicki Pedersen         | automatikus        | összes             |
| 2                        | Jason Crump            | automatikus        | összes             |
| 3                        | Tony Rickardsson       | automatikus        | összes             |
| 4                        | Leigh Adams            | automatikus        | összes             |
| 5                        | Greg Hancock           | automatikus        | összes             |
| 6                        | Tomasz Gollob          | automatikus        | összes             |
| 7                        | Scott Nicholls         | automatikus        | 1, 3–9             |
| 8                        | Rune Holta             | automatikus        | összes             |
| 9                        | Ryan Sullivan          | automatikus        | összes             |
| 10                       | Andreas Jonsson        | automatikus        | összes             |
| 11                       | Mark Loram             | kiválasztás        | összes             |
| 12                       | Piotr Protasiewicz     | kvalifikáció       | összes             |
| 13                       | Lukáš Dryml            | kiválasztás        | 1–8                |
| 14                       | Mikael Max             | kiválasztás        | összes             |
| 15                       | Bjarne Pedersen        | kvalifikáció       | összes             |
| 16                       | Lee Richardson         | kiválasztás        | összes             |
| 17                       | Hans Andersen          | kiválasztás        | összes             |
| 18                       | Bohumil Brhel          | kvalifikáció       | összes             |
| 19                       | Kai Laukkanen          | kvalifikáció       | összes             |
| 20                       | Bohumil Brhel          | kvalifikáció       | összes             |
| 21                       | Jesper B. Jensen       | kvalifikáció       | összes             |
| 22                       | Jarosław Hampel        | kiválasztás        | 1–4, 6–9           |
| Szabadkártyás résztvevők |                        |                    |                    |
| 23                       | Peter Ljung            |                    | 1                  |
| 23                       | Robert Barth           |                    | 2                  |
| 23                       | Grzegorz Walasek       |                    | 3                  |
| 23                       | David Norris           |                    | 4                  |
| 23                       | Niels Kristian Iversen |                    | 5                  |
| 23                       | Peter Karlsson         |                    | 6                  |
| 23                       | Matej Žagar            |                    | 7                  |
| 23                       | Tomasz Chrzanowski     |                    | 8                  |
| 23                       | Arnt Förland           |                    | 9                  |
| 24                       | Fredrik Lindgren       |                    | 1                  |
| 24                       | Antonín Šváb Jr.       |                    | 2                  |
| 24                       | Wiesław Jaguś          |                    | 3                  |
| 24                       | Chris Louis            |                    | 4                  |
| 24                       | Kenneth Bjerre         |                    | 5                  |
| 24                       | Antonio Lindbäck       |                    | 6                  |
| 24                       | Izak Šantej            |                    | 7                  |
| 24                       | Krzysztof Kasprzak     |                    | 8                  |
| 24                       | Rune Sola              |                    | 9                  |
| Helyettesítő résztvevők  |                        |                    |                    |
| 26                       | Rafał Dobrucki         |                    | 2                  |
| 26                       | Simon Stead            |                    | 5                  |
| 26                       | Joonas Kylmäkorpi      |                    | 9                  |

Megjegyzés:
- Csak azok a helyettesítők szerepelnek a listán, akik legalább egy versenyen részt vettek a szezon során.

## Versenynaptár és eredmények
| Forduló | Dátum          | Helyszín             | Győztes          | Második         | Harmadik         | Negyedik           | Listavezető      | Előny |
| ------- | -------------- | -------------------- | ---------------- | --------------- | ---------------- | ------------------ | ---------------- | ----- |
| 1       | május 1.       | Stockholms Stadion   | Leigh Adams      | Jason Crump     | Tony Rickardsson | Tomasz Gollob      | Leigh Adams      | 5     |
| 2       | május 15.      | Marketa Stadion      | Jason Crump      | Jarosław Hampel | Tony Rickardsson | Ryan Sullivan      | Jason Crump      | 7     |
| 3       | május 29.      | Stadion Olimpijski   | Bjarne Pedersen  | Jarosław Hampel | Tony Rickardsson | Piotr Protasiewicz | Tony Rickardsson | 1     |
| 4       | június 12.     | Millennium Stadion   | Greg Hancock     | Leigh Adams     | Lee Richardson   | Jason Crump        | Jason Crump      | 0     |
| 5       | június 26.     | Parken Stadion       | Jason Crump      | Andreas Jonsson | Greg Hancock     | Nicki Pedersen     | Jason Crump      | 14    |
| 6       | augusztus 21.  | Ullevi               | Hans Andersen    | Jason Crump     | Tony Rickardsson | Greg Hancock       | Jason Crump      | 23    |
| 7       | szeptember 4.  | Matija Gubec Stadion | Tony Rickardsson | Greg Hancock    | Hans Andersen    | Andreas Jonsson    | Jason Crump      | 14    |
| 8       | szeptember 18. | Polonia Stadion      | Tomasz Gollob    | Jason Crump     | Tony Rickardsson | Rune Holta         | Jason Crump      | 16    |
| 9       | október 2.     | Vikingskipet         | Tony Rickardsson | Greg Hancock    | Tomasz Gollob    | Leigh Adams        | Jason Crump      | 3     |

## Végeredmény
Pontrendszer
| Helyezés | 1. | 2. | 3. | 4. | 5. | 6. | 7. | 8. | 9. | 10. | 11. | 12. | 13. | 14. | 15. | 16. | 17. | 18. | 19. | 20. | 21. | 22. | 23. | 24. |
| -------- | -- | -- | -- | -- | -- | -- | -- | -- | -- | --- | --- | --- | --- | --- | --- | --- | --- | --- | --- | --- | --- | --- | --- | --- |
| Pont     | 25 | 20 | 18 | 16 | 13 | 13 | 11 | 11 | 8  | 8   | 7   | 7   | 6   | 6   | 5   | 5   | 4   | 4   | 3   | 3   | 2   | 2   | 1   | 1   |

| Pozíció | Versenyző              | SWE | CZE | EUR | GBR | DEN | SCA | SVN | POL | NOR | Pont |
| ------- | ---------------------- | --- | --- | --- | --- | --- | --- | --- | --- | --- | ---- |
|         | Jason Crump            | 20  | 25  | 8   | 16  | 25  | 20  | 13  | 20  | 11  | 158  |
|         | Tony Rickardsson       | 18  | 18  | 18  | 8   | 7   | 18  | 25  | 18  | 25  | 155  |
|         | Greg Hancock           | 13  | 11  | 8   | 25  | 18  | 16  | 20  | 6   | 20  | 137  |
| 4.      | Leigh Adams            | 25  | 13  | 11  | 20  | 11  | 11  | 11  | 13  | 16  | 131  |
| 5.      | Nicki Pedersen         | 13  | 8   | 13  | 13  | 16  | 13  | 13  | 11  | 13  | 113  |
| 6.      | Tomasz Gollob          | 16  | 13  | 7   | 11  | 6   | 11  | 6   | 25  | 18  | 113  |
| 7.      | Andreas Jonsson        | 5   | 7   | 7   | 13  | 20  | 8   | 16  | 8   | 13  | 97   |
| 8.      | Jarosław Hampel        | 3   | 20  | 20  | 6   | –   | 6   | 6   | 13  | 7   | 81   |
| 9.      | Hans Andersen          | 4   | 6   | 3   | 3   | 7   | 25  | 18  | 8   | 6   | 80   |
| 10.     | Bjarne Pedersen        | 8   | 4   | 25  | 6   | 8   | 8   | 11  | 5   | 3   | 78   |
| 11.     | Lee Richardson         | 11  | 11  | 5   | 18  | 5   | 7   | 7   | 7   | 5   | 76   |
| 12.     | Scott Nicholls         | 5   | –   | 4   | 11  | 11  | 13  | 5   | 11  | 6   | 66   |
| 13.     | Ryan Sullivan          | 7   | 16  | 11  | 5   | 4   | 4   | 4   | 6   | 8   | 65   |
| 14.     | Rune Holta             | 6   | 8   | 1   | 5   | 4   | 1   | 8   | 16  | 11  | 60   |
| 15.     | Piotr Protasiewicz     | 2   | 1   | 16  | 7   | 5   | 5   | 5   | 7   | 7   | 55   |
| 16.     | Mikael Max             | 6   | 3   | 6   | 2   | 8   | 5   | 7   | 4   | 8   | 49   |
| 17.     | Mark Loram             | 8   | 4   | 6   | 7   | 2   | 2   | 3   | 4   | 2   | 38   |
| 18.     | Jesper B. Jensen       | 11  | 5   | 2   | 1   | 6   | 4   | 1   | 2   | 5   | 37   |
| 19.     | Bohumil Brhel          | 7   | 7   | 5   | 4   | 2   | 3   | 2   | 1   | 1   | 32   |
| 20.     | Kai Laukkanen          | 1   | 1   | 3   | 1   | 3   | 6   | 3   | 3   | 4   | 25   |
| 21.     | Lukáš Dryml            | 3   | 6   | 2   | 2   | 1   | 3   | 4   | 1   | –   | 22   |
| 22.     | Aleš Dryml Jr.         | 1   | 3   | 1   | 3   | 3   | 1   | 2   | 5   | 3   | 22   |
| 23.     | Grzegorz Walasek       | –   | –   | 13  | –   | –   | –   | –   | –   | –   | 13   |
| 24.     | Niels-Kristian Iversen | –   | –   | –   | –   | 13  | –   | –   | –   | –   | 13   |
| 25.     | Kenneth Bjerre         | –   | –   | –   | –   | 13  | –   | –   | –   | –   | 13   |
| 26.     | Matej Žagar            | –   | –   | –   | –   | –   | –   | 8   | –   | –   | 8    |
| 27.     | David Norris           | –   | –   | –   | 8   | –   | –   | –   | –   | –   | 8    |
| 28.     | Peter Karlsson         | –   | –   | –   | –   | –   | 7   | –   | –   | –   | 7    |
| 29.     | Rafał Dobrucki         | –   | 5   | –   | –   | –   | –   | –   | –   | –   | 5    |
| 30.     | Arnt Förland           | –   | –   | –   | –   | –   | –   | –   | –   | 4   | 4    |
| 31.     | Fredrik Lindgren       | 4   | –   | –   | –   | –   | –   | –   | –   | –   | 4    |
| 32.     | Chris Louis            | –   | –   | –   | 4   | –   | –   | –   | –   | –   | 4    |
| 33.     | Wiesław Jaguś          | –   | –   | 4   | –   | –   | –   | –   | –   | –   | 4    |
| 34.     | Krzysztof Kasprzak     | –   | –   | –   | –   | –   | –   | –   | 3   | –   | 3    |
| 35.     | Tomasz Chrzanowski     | –   | –   | –   | –   | –   | –   | –   | 2   | –   | 2    |
| 36.     | Peter Ljung            | 2   | –   | –   | –   | –   | –   | –   | –   | –   | 2    |
| 37.     | Robert Barth           | –   | 2   | –   | –   | –   | –   | –   | –   | –   | 2    |
| 38.     | Rune Sola              | –   | –   | –   | –   | –   | –   | –   | –   | 2   | 2    |
| 39.     | Antonio Lindbäck       | –   | –   | –   | –   | –   | 2   | –   | –   | –   | 2    |
| 40.     | Antonín Šváb Jr.       | –   | 2   | –   | –   | –   | –   | –   | –   | –   | 2    |
| 41.     | Izak Šantej            | –   | –   | –   | –   | –   | –   | 1   | –   | –   | 1    |
| 42.     | Joonas Kylmäkorpi      | –   | –   | –   | –   | –   | –   | –   | –   | 1   | 1    |
| 43.     | Simon Stead            | –   | –   | –   | –   | 1   | –   | –   | –   | –   | 1    |
| Pozíció | Versenyző              | SWE | CZE | EUR | GBR | DEN | SCA | SVN | POL | NOR | Pont |

| Szín      | Eredmény                 |
| --------- | ------------------------ |
| Arany     | Győztes                  |
| Ezüst     | 2. helyezett             |
| Bronz     | 3. helyezett             |
| Sötétzöld | 4. helyezett             |
| Zöld      | A középdöntőben kiesett  |
| Fehér     | A selejtezőben kiesett   |
| Piros     | Nem vett részt a futamon |